# Dendrocygna arborea
La dendrocigna delle Indie Occidentali, anatra fischiatrice becco nero o dendrocigna becconero (Dendrocygna arborea (Linnaeus, 1758)) è un uccello della famiglia degli Anatidi.

## Distribuzione e habitat
Occupa un areale discontinuo che comprende gran parte dell'area delle Indie Occidentali; la popolazione riproduttiva più numerosa vive alle Bahamas, ma popolazioni più piccole si incontrano anche a Cuba, sulle isole Cayman, ad Antigua e Barbuda e in Giamaica.

## Descrizione
La dendrocigna delle Indie Occidentali, lunga 48–58 cm, è la specie più grande del genere Dendrocygna, nonché quella con il piumaggio più scuro. Ha becco, testa e zampe piuttosto lunghi. La parte anteriore del collo è chiara e la faccia marrone chiaro. La sommità della testa, il dorso, il petto e le ali variano dal marrone scuro al nero e sul resto delle regioni inferiori, di colore bianco, spiccano moltissime macchie nere. Il becco è nero.
I sessi sono simili; i giovani, invece, hanno un piumaggio più scialbo con macchie sul ventre meno nitide.

## Biologia
Questa specie ha abitudini prevalentemente notturne ed è molto riservata; vive nelle paludi boscose e fra le mangrovie, dove va in cerca delle sostanze vegetali di cui si nutre, compresi i frutti della palma reale. Come indica il nome (Dendros in greco significa «albero»), trascorre gran parte del tempo appollaiata sugli alberi.
È un uccello stanziale e al massimo effettua spostamenti locali di 100 km o più. Costruisce il nido nelle cavità degli alberi, sui rami, tra i cespi delle Bromeliacee o anche sul terreno, ai piedi delle palme o nella fitta boscaglia. Ogni covata è composta da 10-16 uova.

## Conservazione
La dendrocigna delle Indie Occidentali ha sofferto molto a causa della caccia e della raccolta delle uova. Nei Caraibi le zone umide occupano un'estensione molto limitata, dato che molte di esse sono state prosciugate per fare spazio a insediamenti umani o a terreni per l'agricoltura. Più del 50% delle zone umide rimaste sono seriamente danneggiate dal disboscamento, dall'inquinamento (dovuto soprattutto all'indiscriminato uso dei pesticidi) e dalle catadtrofi naturali, come siccità e uragani. Anche i predatori potrebbero aver influito sulla diminuzione della specie.